# Фариначчи, Роберто
Роберто Фариначчи (итал. Roberto Farinacci; 16 октября 1892[…], Изерния, Молизе — 28 апреля 1945[…], Вимеркате, Королевство Италия) — итальянский политик. Секретарь Национальной фашистской партии с 15 февраля 1925 по 30 марта 1926 года. Представитель радикального и крайне антисемитского крыла итальянского фашизма. Издавал газету Il Regime Fascista.

## Биография
Участвовал в Первой мировой войне. Работал корреспондентом газеты «Il Popolo d’Italia» в Кремоне. В ноябре 1919 года организовал в Кремоне первый фашистский отряд. В мае 1921 был избран в Палату депутатов. 3 июля 1922 года провозгласил себя мэром Кремона. с 15 февраля 1925 по 30 марта 1926 генеральный секретарь Национальной фашистской партии.
В 1927 году выступал на защиту Брунери по скандальному делу Брунери-Канелла.
С 1935 член Большого фашистского совета. Как доброволец участвовал в войне в Эфиопии в 1935 и Гражданской войне в Испании. В 1938 получил ранг государственного министра. В 1941 — инспектор милиции в Албании. После падения режима Бенито Муссолини бежал на север Италии. После поражения немцев был захвачен партизанами и расстрелян.